# Megalithische monumenten van Ellès
De megalithische monumenten van Ellès in het gouvernement Kef in Tunesië vertegenwoordigen een Noord-Afrikaanse variant van de megalithische bouwwijze.
Het kleine stadje Ellès ligt afgelegen in het noordwestelijke berggebied van Tunesië, ongeveer 30 km rijden van Makthar in het gouvernement Siliana, waar vergelijkbare monumenten te vinden zijn.
De tot 40 ton zware stenen van de ten dele galerievormige en met nissen voorziene bouwwerken zijn meestal rechthoekig uitgehouwen en zorgvuldig gladgemaakt. Sommige bouwwerken zijn zowel boven- als onderaards aangelegd bezitten vaak meerdere kamers. Een dergelijke bouwwijze bezit geen voorgangers in Noord-Afrika maar lijkt sterk op de megalithische tempels van Malta.
De bouwtijd is rond of na 2.500 v.Chr. Dat is kort na de ineenstorting van de tempelcultuur op het eiland Malta, waarna vele bewoners het overbevolkte eiland verlieten. Vergelijkbare monumenten uit dezelfde periode zijn ook te vinden op Sicilië, zoals de Tomba del Principe in Cava d’Ispica, ontstaan voordat de Feniciërs hun handelsnederzettingen op het eiland vestigden.